# Bola de carbón

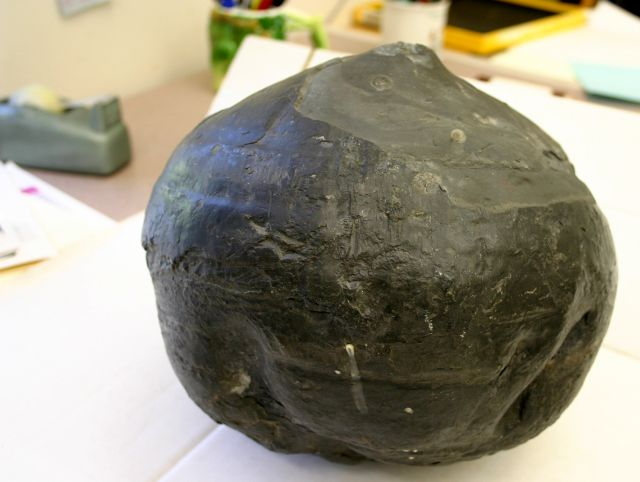
Una bola de carbón

Una bola de carbón es una masa esférica —que a pesar de lo que su nombre sugiere, es rica en calcio y no en carbón— resultado de la permineralización de organismos vivos. Las bolas de carbón se formaron alrededor de 300 millones de años atrás, durante el Carbonífero. Debido a su notable conservación de la materia orgánica, son muy útiles para los científicos, los cuales cortan la cáscara para investigar el pasado geológico de la Tierra.
En 1855, los científicos ingleses Joseph Dalton Hooker y Edward William Binney, hicieron la primera descripción científica de las bolas en Inglaterra, y la investigación inicial sobre éstas se llevó a cabo en Europa. No fue sino hasta 1922 que las bolas fueron descubiertas e identificadas en Norteamérica. Desde entonces, se han encontrado en otros países, y han permitido el descubrimiento de cientos de especies y géneros —unas 300 especies animales y 120 géneros vegetales—. Las bolas pueden ser encontradas en vetas de carbón de América del Norte y Eurasia. Las de Norteamérica son relativamente generalizadas, tanto estratigráficamente y geológicamente, en comparación con las de Europa. Las más antiguas datan de la edad Namuria y son originarias de Alemania y la República Checa.

## Introducción al mundo de la ciencia, y la formación

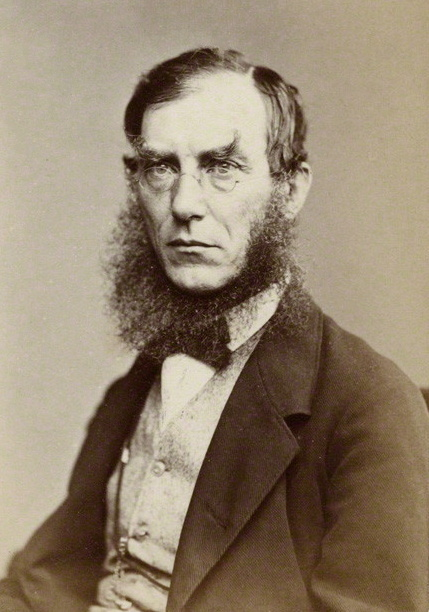
Sir Joseph Dalton Hooker, quien junto a William Edward Binney, fue el primero en informar sobre la existencia de las bolas de carbón.

La primera descripción científica de las bolas de carbón se realizó en 1855 por Sir Joseph Dalton Hooker y Edward William Binney, quienes informaron sobre ejemplos encontrados en las vetas de carbón de Yorkshire y Lancashire en Inglaterra. Los científicos europeos hicieron gran parte de las primeras investigaciones.
Las bolas de carbón en América del Norte se encuentra en vetas de carbón de Iowa desde 1894, aunque la conexión a las bolas de carbón europeas no se hizo hasta Adolf Carl Noé (el carbón, cuya bola se encuentra en realidad por Gilbert Cady)) señaló a la paralela en 1922. La obra de Noé de un renovado interés en las bolas de carbón, y por la década de 1930, señaló a los paleobotánicos de Europa a la Cuenca de Illinois en busca de ellos.
Hay dos teorías: la autóctona (in situ) la teoría y la teoría alóctona (deriva) - que intentan explicar la formación de bolas de carbón, aunque el tema es sobre todo la especulación.
En la teoría en situ, se cree que en o cerca de su materia orgánica presente ubicación acumulado alrededor de una turbera y, poco después de enterramiento, se sometió a permineralización - minerales filtrado en la materia orgánica y formó un molde interno de la misma. El agua con un alto contenido de minerales disueltos fue enterrado junto a la materia vegetal en una turbera. A medida que los iones disueltos cristalizados, la materia mineral precipitado. Esto hizo que las concreciones que contienen material vegetal para formar y conservar como masas redondeadas de piedra. La carbonificación fue impedida debido a eso, la turba se conservó y, finalmente, se convirtió en una bola de carbón. La mayoría de las bolas de carbón bituminosas y las vetas de carbón de antracitas se encuentran en lugares donde la turba no se comprimió suficiente como para que el material quede como carbón.
Marie Stopes y David Watson analizaron sus propias muestras de bolas de carbón. Decidieron que las bolas de carbón se habían formado in situ, pero hizo hincapié en la importancia de la interacción con agua de mar, creyendo que era necesario que una bola de carbón esté a la forma. Algunos partidarios de la teoría in situ de la formación de la bola de carbón se cree que Stopes y el descubrimiento de Watson de un tallo de la planta que se extiende a través de múltiples bolas de carbón muestra que las bolas de carbón formadas in situ, que indica que la teoría de la deriva no puede explicar Stopes y la observación de Watson. También citan frágiles piezas de material orgánico se proyecten fuera de unas bolas de carbón, que indican que las proyecciones se habría destruido si la teoría de la deriva era correcta.
La teoría de la deriva, sin embargo, se supone que el material orgánico no se formó en o cerca de su ubicación actual. Por el contrario, afirma que el material que se convertiría en una bola de carbón fue transportado desde otro lugar por medio de una inundación o una tormenta.
Algunos partidarios de la teoría de la deriva, como Sergio Mamay y Yochelson Ellis, cree que la presencia de animales marinos en las bolas de carbón es una prueba de material que se transporta de un infante de marina a un medio ambiente no marino.

### Contenido

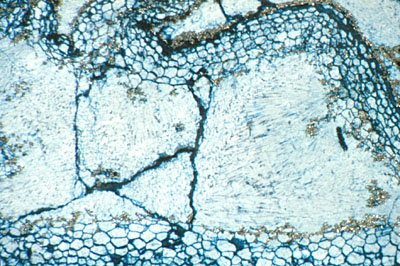
Calcita y micro dolomitas son materiales comunes que se encuentran en las bolas de carbón

A pesar de la palabra "carbón" en su nombre, las bolas de carbón no están hechas de carbón (no son inflamables y son inútiles para el combustible), pero son las formas permineralizadas más ricas en carbonato de calcio y magnesio, pirita de hierro y sílice. Otros minerales, como marcasita, yeso, cuarzo, illita, caolinita y lepidocrocita también aparecen en las bolas de carbón, aunque en menores cantidades. Aunque las bolas de carbón son generalmente del tamaño del puño de un hombre, se ha sabido que sus tamaños varían en gran medida, habiendo sido descritas como que van desde el de una nuez hasta 3 pies (1 m) de diámetro. Algunas bolas de carbón que se han encontrado eran más pequeñas que un dedal.
Las bolas de carbón comúnmente contienen dolomitas, productos de aragonito, y las masas de materia orgánica en las diversas etapas de descomposición. Hooker y Binney analizaron una bola de carbón, encontrando "una falta de madera de coníferas ... y las frondas de helechos", y que la materia vegetal descubierta "pareció haberse organizado apenas cayó de la planta que la produjo". Las bolas de carbón por lo general no se conservan en las hojas de las plantas.
En 1962, Sergio Mamay y Yochelson Ellis analizaron las bolas de carbón de América del Norte. Tras el descubrimiento de organismos marinos en una bola de carbón, estas se clasifican en tres tipos: normal (a veces conocido como floral), que contiene solamente materia vegetal; fauna, que contiene fósiles de animales únicos; y mixto, que contiene tanto material vegetal y animal. Las bolas de carbón mixtos fueron divididas en heterogéneas, donde se separa el material vegetal del animal claramente; y homogéneas, las que carecen de esta separación.

## Preservación
La calidad de la preservación en las bolas de carbón varía desde la ausencia de la conservación hasta el punto de ser capaz de analizar las estructuras celulares. Se han encontrado algunas bolas de carbón que contienen preservados los pelos radicales, el polen y las esporas, y se describen como "más o menos perfectamente conservadas". Otras han sido descritas como "botánicamente sin valor", al no contener material conservado en absoluto. Las bolas de carbón con un contenido bien conservado son útiles para los paleobotánicos. Se han utilizado como un medio para analizar la distribución geográfica de la vegetación que contienen, proporcionando evidencia de que las plantas ucranianas y de Oklahoma del cinturón tropical fueron una vez las mismas. La investigación sobre las bolas de carbón también ha llevado al descubrimiento de más de 130 géneros y 350 especies.
Tres factores principales que determinan la calidad del material conservado en una bola de carbón: Los componentes minerales, la velocidad del proceso de enterramiento, y el grado de compresión antes de someterse a permineralización. En general, las bolas de carbón que resultan de los restos que tengan un entierro rápido con poco deterioro y la presión son más bien conservadas, aunque la planta se mantiene en la mayoría de las bolas de carbón casi siempre muestran diferentes signos de decadencia y el colapso. Las bolas de carbón que contienen cantidades de sulfuro de hierro que la preservación mucho más bajo que las bolas de carbón permineralizado por el magnesio o carbonato de calcio, que ha obtenido el título de sulfuro de hierro "la principal maldición del cazador de bolas de carbón".

## Distribución

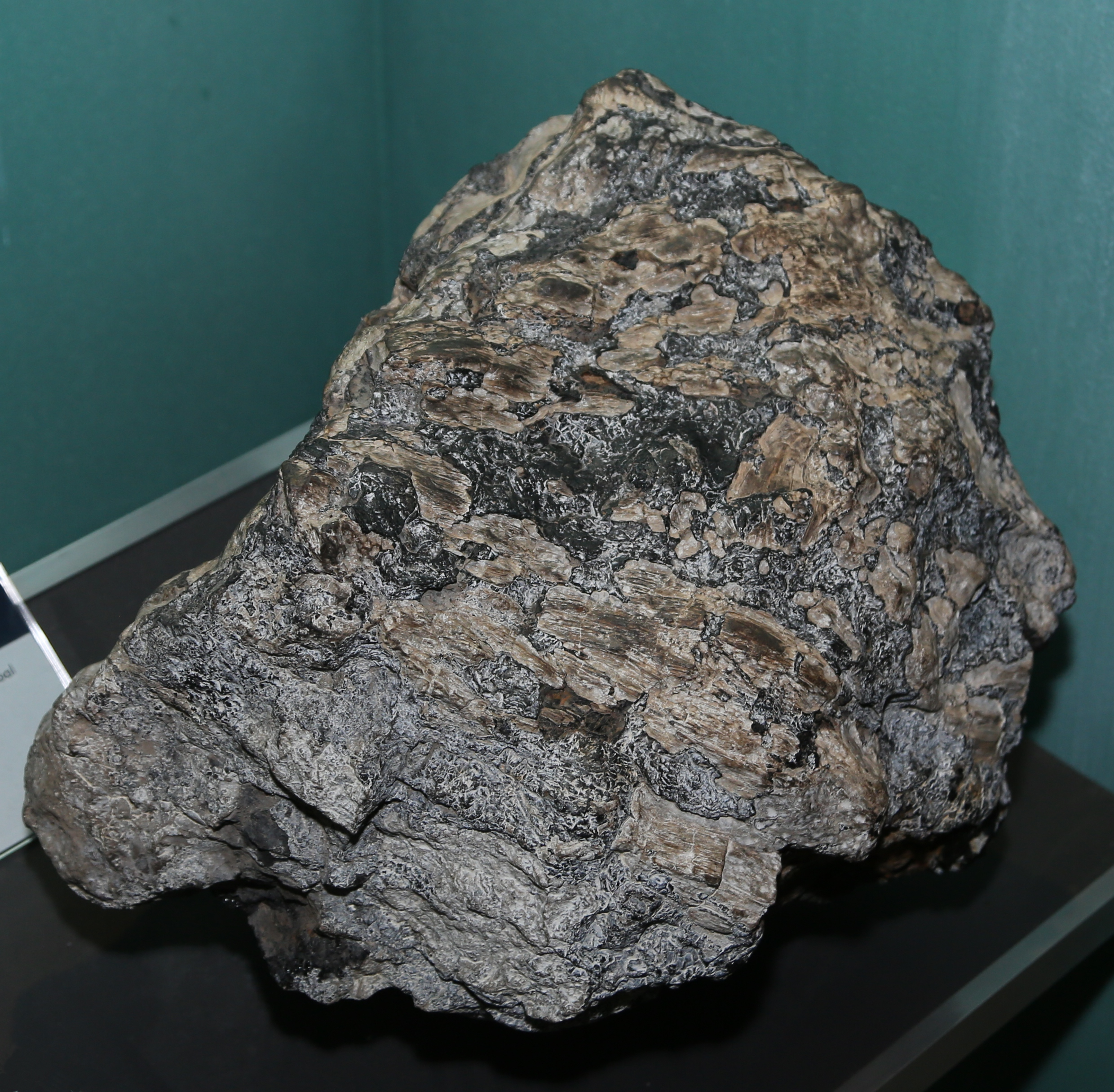
Una bola de carbón proveniente del sur de Illinois

Las bolas de carbón se encontraron por primera vez en Inglaterra, y más tarde en otras partes del mundo, incluyendo Australia, Bélgica, los Países Bajos, la ex Checoslovaquia, Alemania, Ucrania, China y España. Estos también fueron encontrados en América del Norte, donde, en comparación con Europa, que son relativamente generalizado, en los Estados Unidos, las bolas de carbón se han encontrado en la cuenca de Illinois a Ohio en la región de los Apalaches, con edades que van desde el más Estefaniense (aproximadamente 304 a 299 millones de años) hasta el final de Westfalia (aproximadamente 313 a 304 millones de años). Las bolas de carbón europeas son por lo general desde el final de la etapa temprana de Westfalia. La edad de las bolas de carbón por lo general van desde el Período Pérmico (299 a 251 millones de años) en el Carbonífero superior, aunque las bolas de carbón más antiguas eran de una edad temprana Namurian (326 a 313 millones de años) y fueron descubiertos en Alemania y Checoslovaquia.
En las vetas de carbón, las bolas de carbón están completamente rodeados por el carbón. A menudo se encuentran distribuidos al azar a lo largo de la costura en grupos aislados, generalmente en la mitad superior de la costura. Su presencia en las vetas de carbón puede ser muy esporádica o regular; muchas costuras de carbón se ha encontrado que contienen las bolas de carbón en absoluto.

## Métodos de análisis

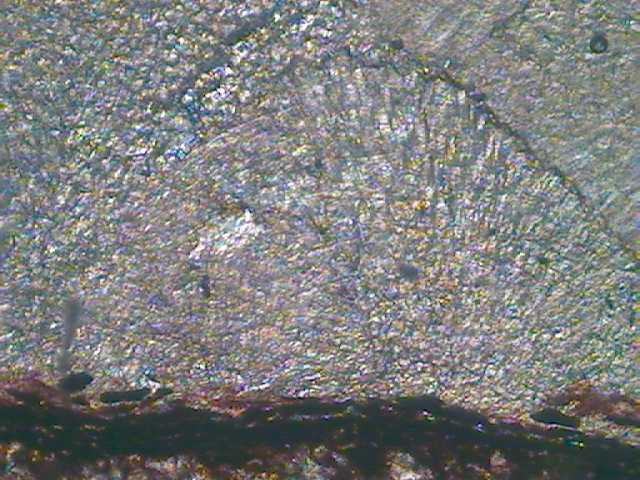
Una sección delgada de una bola de carbón

El seccionamiento fino era un procedimiento de principios para analizar el material fósil contenido en las bolas de carbón. El seccionamiento fino requiere cortar una bola de carbón con una sierra de diamante, a continuación, se aplana y se pule de la sección delgada con un abrasivo. Podría ser pegado a una diapositiva, y se coloca bajo un microscopio petrográfico para su examen. Aunque el proceso se podría hacer con una máquina, la gran cantidad de tiempo y la mala calidad de las muestras producidas por el seccionamiento delgada dio paso a un método más conveniente.
La técnica de la sección delgada fue reemplazada por el líquido ahora común cáscara de la técnica en 1928. En la técnica de cáscara líquida, las cáscaras se obtienen cortando la superficie de una bola de carbón con una sierra de diamante, moliendo la superficie de corte sobre una placa de vidrio con carburo de silicio a un acabado liso, y el grabado del corte y la superficie con ácido clorhídrico. El ácido disuelve la materia mineral de la bola de carbón, y deja una capa saliente de las células vegetales. Después de aplicar acetona, un trozo de acetato de celulosa se coloca en la bola de carbón. Este se incrusta en las células que conserva la bola de carbón con el acetato de celulosa. Después del secado, el acetato de celulosa puede ser retirado de la bola de carbón con una maquinilla de afeitar y la piel obtenida puede ser teñido con una acidez baja mancha y se observaron bajo un microscopio. Hasta 50 exfoliaciones puede ser extraído de 2 milímetros (0,079 pulgadas) de bola carbón con este método.
La Difracción de rayos X en polvo también se ha utilizado para analizar las bolas de carbón. En la difracción de rayos X, los rayos X de una longitud de onda predeterminada se envían a través de una muestra para examinar su estructura. Se revela información sobre la estructura cristalográfica, la composición química y propiedades físicas del material examinado. La intensidad dispersada del patrón de rayos X es observado y analizado, con las mediciones, de incidente y el ángulo de dispersión, la polarización, y longitud de onda o energía.